# Podochrymy
Podochrymy – nieoficjalna część miejscowości Ochrymy w Polsce położona w województwie podlaskim, w powiecie hajnowskim, w gminie Narewka.
W latach 1975–1998 miejscowość administracyjnie należała do województwa białostockiego.
Nie występuje w TERYT jako miejscowość ani część miejscowości.